# Imeni, Covasna
Imeni (maghiară Imecsfalva) este un sat în comuna Catalina din județul Covasna, Transilvania, România. Se află în partea de est a județului,  în Depresiunea Târgu Secuiesc.

## Personalități
- Gavril Kicsid (n. 1948) - dublu campion mondial cu Echipa națională de handbal a României (1970 și 1974)